# Hugues Joannes
Hugues A. Joannes (Gabie, 30 september 1989) is een Belgischprofessioneel golfer.

## Levensloop
Hugues Joannes leerde golf te spelen op La Tournette. Sinds 2001 speelde Joannes in het nationale team.  Hij won het Nationaal Junior Kampioenschap en een jaar later het Belgisch Interclub Kampioenschap en de Belgische Masters. Hij was Speler van het Jaar in de groep 'Under 14' en 'Under 16'.
In 2008 ging Joannes Business Management  studeren aan de Lamar University in Texas en speelde hij voor de Lamar Cardinals. Na zijn terugkeer in Brussel gaf Joannes zijn amateursstatus op. Twee weken later won hij de PGA Benelux Trophy.
Eind 2019 maakte hij bekend zijn golfcarrière te beëindigen.

## Palmares
Amateurs
- 2004: Nationaal Junior Kampioenschap
- 2005: Belgisch Interclub Kampioenschap, The Belgian Masters
- 2008: Omnium van België

Professionals
- 2010: PGA Benelux Trophy (-7)
- 2014: Deauville Pro-Am[2]

### Teams
- Eisenhower Trophy: 2006, 2008